# Choceň
Choceň (německy Chotzen) je město v okrese Ústí nad Orlicí v Pardubickém kraji, asi patnáct kilometrů západně od města Ústí nad Orlicí na obou březích Tiché Orlice. Ve městě žije přibližně 8 600 obyvatel. Choceň je významným železničním uzlem. Město je členem Mikroregionu Vysokomýtska.

## Historie

### Středověk
První písemná zmínka o městě pochází z roku 1227, kdy území Kojata, syn Hrabišův přenechal Hocen (dnešní Choceň) svým bratrům Sezimovi a Milotovi. Město ležící na obou březích řeky Tiché Orlice, obklopeno kopci a lesy nelákalo k expanzi. V roce 1292 vlastnil tehdejší trhovou ves Choceň (villa forensis Choczna) král Václav II.
Počátkem 14. století ji získal Mikuláš z Potštejna a založil zde hrad; protože byl považován za zemského škůdce, byl hrad (spolu s dalšími) roku 1338 rozbořen vojskem kralevice Karla; roku 1341 se hrad nazýval oppido Kotzen, když se syn Mikuláše z Potštejna zřekl práv k Chocni jako bývalému jmění královskému. Další změny majitelů ve 14. století považoval August Sedláček za obtížné nepřetržitě vysledovat.
V letech 1406–1410 se připomíná Zikmund Pykna z Lichtenburka jako pán choceňského panství, po jehož smrti připadlo (opět) na krále jako odúmrť. Roku 1437 získali část Chocně páni z Kunštátu a Poděbrad a další část, pravděpodobně menší, páni ze Žampachu.

### Raný novověk
Na začátku 16. století, v roce 1509 se stala Choceň majetkem pánů z Pernštejna. V této době prošlo město rozkvětem, který byl však roku 1539 utlumen velikým požárem. Nový rozmach nastal až za majitele Zikmunda ze Šelmberka z Kosti a na Mrači, který získal Choceň roku 1555 koupí od Jaroslava z Pernštejna. Ten si zvolil Choceň za své sídlo a nechal si v letech 1561–1562 na břehu řeky Orlice vystavět zámek. Vzápětí na nově přikoupeném pozemku zřídil i rozsáhlý poplužní dvůr. Za jeho vlády si měšťané v roce 1564 pořídili dům pro vybudování radnice, v níž byly uloženy nově zřízené knihy trhové, sirotčí, soudní a sňatků. Na králi Ferdinandovi I. Habsburském vymohl Zikmund v roce 1558 pro Choceň privilegia na pořádání dvou výročních osmidenních trhů, které měly začínat vždy na Obrácení svatého Pavla (25. ledna) a na svatého Václava (28. září). Udělil privilegia cechu řeznickému (1571) a krejčovskému (1576). Roku 1581 osvobodil radnici od všech poddanských platů a robot, udělil choceňským měšťanům právo várečné a obci patronátní právo k místnímu farnímu kostelu s podmínkou, že Chocenští si budou ustanovovat faráře, kterého jim potvrdí konzistoř podobojí. Město bylo tedy utrakvistické, jako drtivá většina lokalit ve východních Čechách. V roce 1581 se v držení města a panství opět uvázali Pernštejnové, kteří v roce 1585 udělili privilegia cechu ševcovskému. Dlouho však panství nedrželi a v roce 1587 je za 25 000 kop grošů českých prodali Hertvíkovi Zejdlicovi ze Šenfeldu.

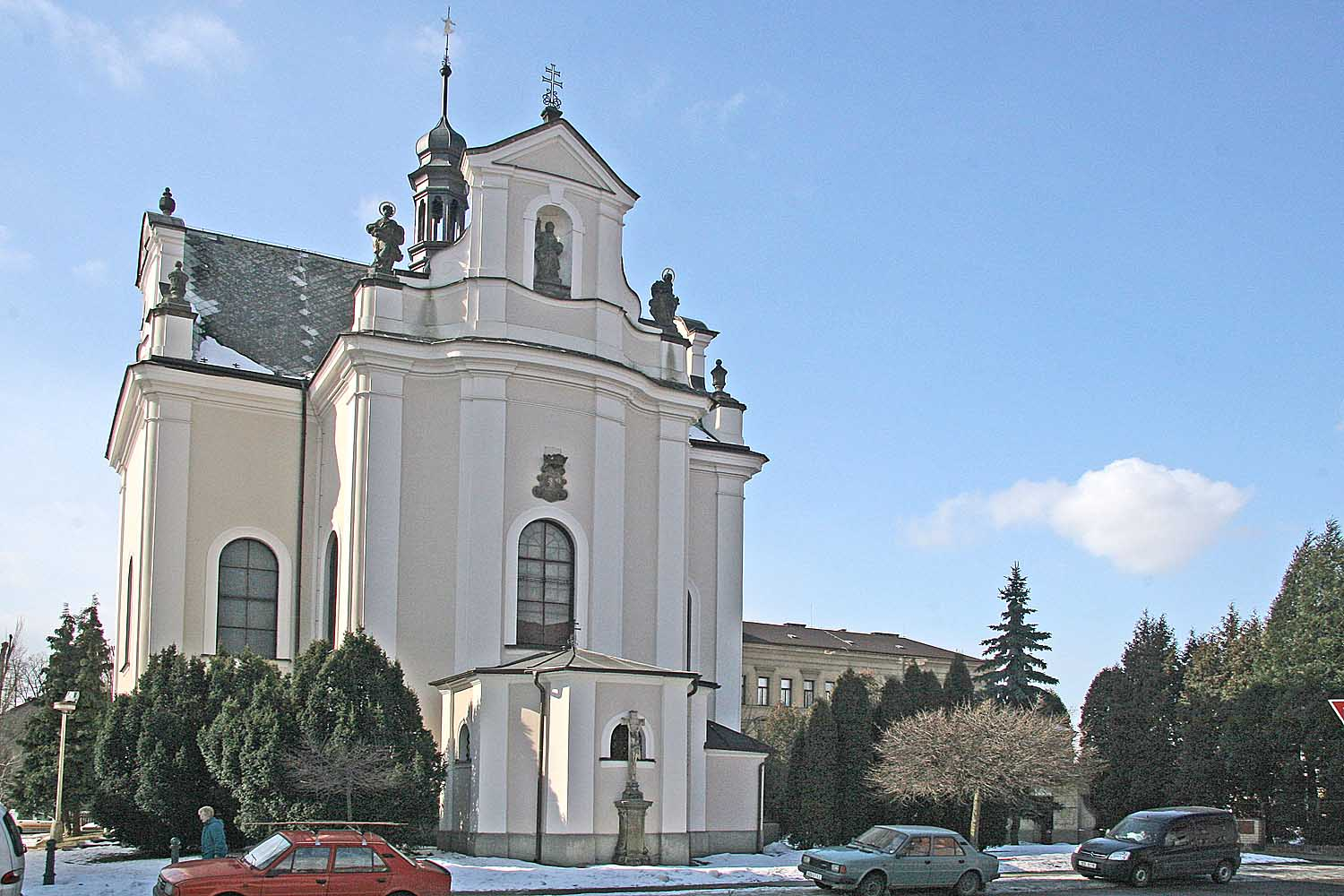
Kostel Svatého Františka Serafínského

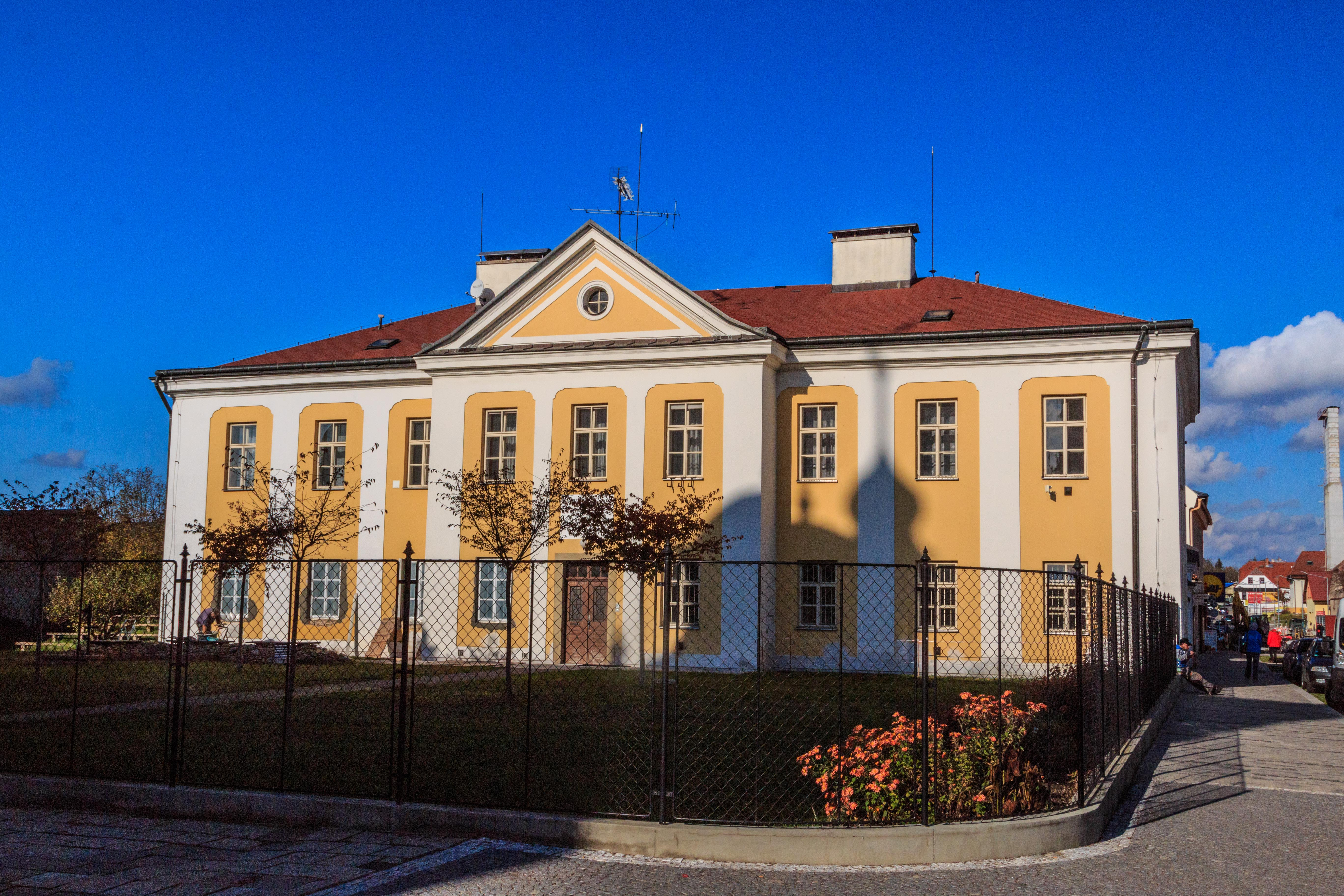
Fara

Roku 1602, za panství Hertvíka, zničil další požár téměř celé město. Dřevěná stavení však byla znovu obnovena a zámek přestavěn. V roce 1619 udělil Hertvíkův syn Rudolf Žejdlic ze Šenfeldu výsady tkalcovskému cechu. Rudolf Žejdlic zemřel roku 1622 (údajně byl otráven) a za účast ve stavovském odboji bylo panství zkonfiskováno a prodáno roku 1623 Albrechtu z Valdštejna. Ten k němu připojil přikoupené statky Dobříkov a Zámrsk a panství jako celek prodal ještě v roce 1623 Vincenci Muschingerovi z Gumpendorfu. Od něj je v roce 1628 získal Ferdinand Zikmund Kurz ze Senftenau. V té době dolehl na městečko pobělohorský útisk, kontribuce, zvyšovaly se berně a byla zrušena někdejší privilegia. Nastal všeobecný úpadek živností a řemesel, zákaz vaření piva, přišly nové robotní povinnosti, vzrůstal tlak katolické církve na konverzi zbývajících nekatolíků a s tím spojené případné represálie. Za vlády Trauttmansdorffů od roku 1686 nastal další nárůst feudálního útlaku.
Ke změně k lepšímu došlo až s příchodem Kinských. V roce 1709 převzal panství hrabě Norbert Oktavián Kinský, který dal městečku dva nové trhy: výroční a týdenní. Městu byla udělena nová pečeť, která nahradila tehdejší starobylou pečeť husitskou. V 18. století ve městě postupně vznikl komplex architektonicky cenných barokních staveb fary (1731), nového kostela (1732), kde byl také obnoven literátský kůr, budovy špitálu (1750) a zvonice. Dřevěná socha sv. Floriána byla v době baroka nahrazena mohutným kamenným morovým sloupem. Vynikající tradici tu vždy měla řemeslná výroba. K pivovarské, vinařské, mlynářské, nožířské a tkalcovské výrobě přibyly v 18. století cechy zámečnický, kovářský, truhlářský, hrnčířský, bednářský, provaznický, pekařský a perníkářský. V blízkosti staré brusírny vznikla u náhonu papírna, která pracovala až do roku 1857.

### Devatenácté století
V první polovině 19. století nastal významný hospodářský rozvoj v důsledku vynikajícího hospodaření velkostatku Kinských a výstavby železničních tratí Praha–Olomouc (1845), Choceň–Broumov (1875) a Choceň–Litomyšl (1882). Tím se Choceň stala důležitým regionálním železničním uzlem.
Zámek dal do současné podoby přestavět v roce 1829 kníže Rudolf Kinský († 1836), a v letech 1849–1850 dala kněžna – vdova Vilemína Kinská přistavět i pseudogotickou kapli Nanebevzetí Panny Marie. Kinští založili a vedli v Chocni přádelnu lnu, rozvíjel se místní strojírenský průmysl a dobré hospodaření choceňského velkostatku Kinských vedlo k postupnému zdokonalování zemědělské výroby i mezi rolníky. Na počátku 20. století měla Choceň téměř 5500 obyvatel a řadu průmyslových podniků, a to např. přádelnu, tkalcovnu, výrobnu uzenářských nástrojů, továrnu na hasičské stříkačky. Během první světové války se zde nacházel uprchlický tábor pro polské běžence a ruské válečné zajatce.

## Přírodní poměry

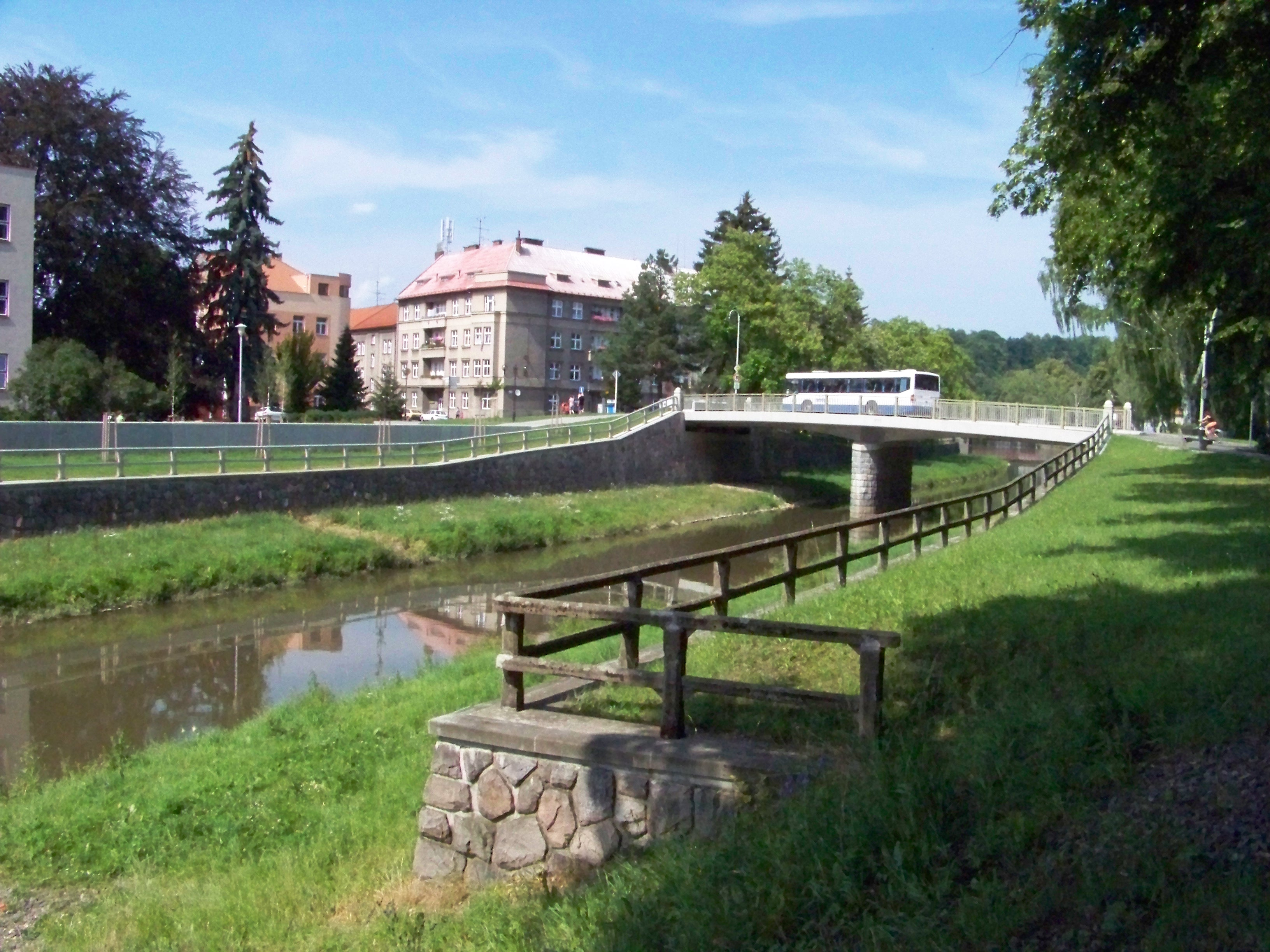
Tichá Orlice

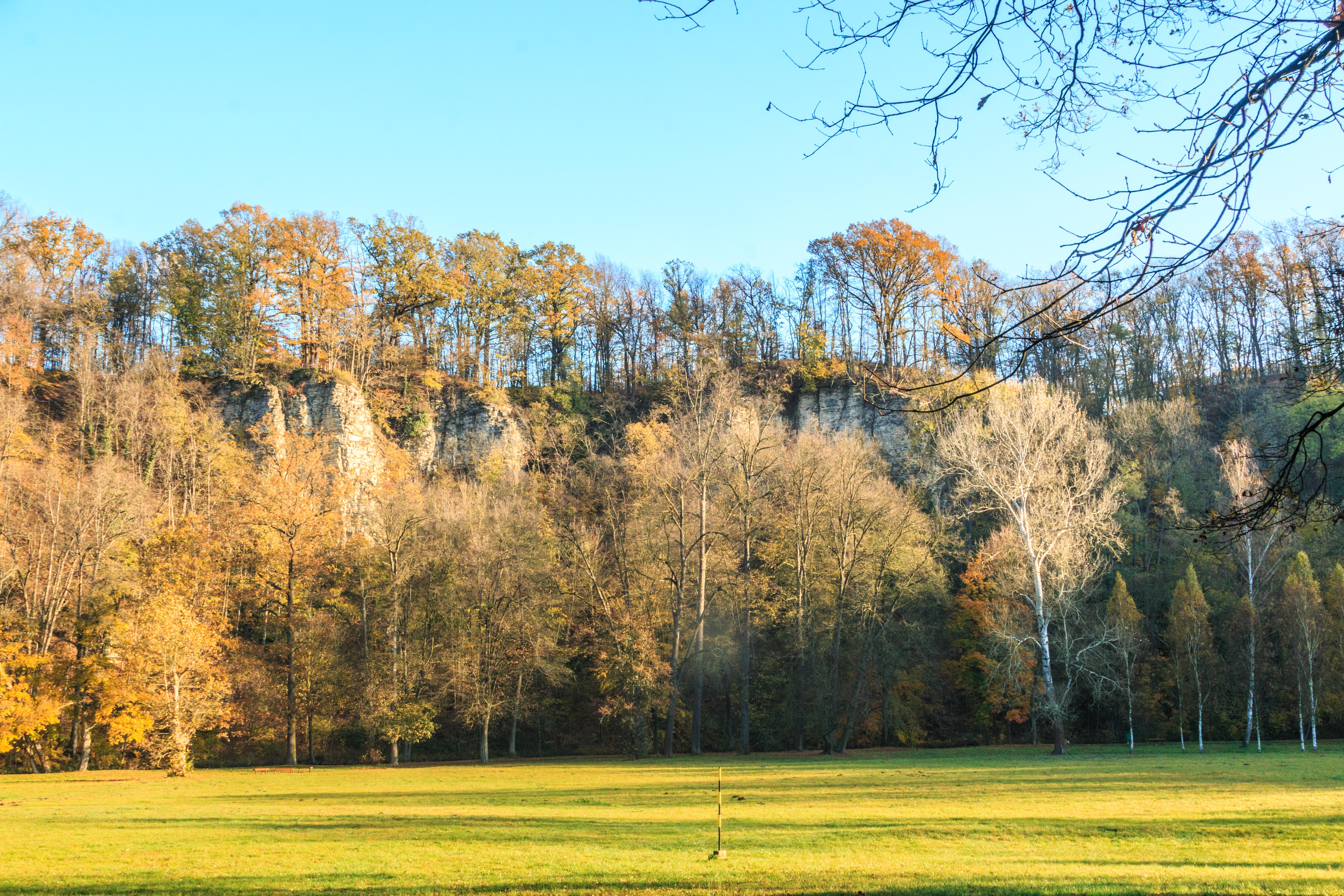
Přírodní rezervace Peliny

Na území města se nalézá vícero chráněných území a památných stromů:
- Přírodní rezervace Peliny
- Přírodní památka Hemže-Mýtkov
- Přírodní památka Vstavačová louka
- Borovice lesní u Trojhránku (50°0′5″ s. š., 16°11′36″ v. d.)
- Čertův dub (50°0′31″ s. š., 16°10′32″ v. d.)
- Lípa srdčitá v zatáčce u hřbitova (50°0′11″ s. š., 16°13′44″ v. d.)
- Lipová alej na Hemže (50°0′13″ s. š., 16°13′41″ v. d. až 50°0′37″ s. š., 16°14′46″ v. d.)
- Lipová alej od zámku na Chlum (49°59′57″ s. š., 16°13′33″ v. d. až 49°59′10″ s. š., 16°13′29″ v. d.)

V blízkosti města (nedaleko Zářecké Lhoty) byly v jednom lomu roku 1880 náhodně objeveny fosilní pozůstatky zatím jediného prokazatelného zástupce skupiny ptakoještěrů (pterosaurů) z našeho území. Zpočátku byl nález pojmenován významným paleontologem profesorem Antonínem Fričem jako Cretornis hlavaci, později se název změnil na dnes již neplatné jméno "Ornitochirus hlavaci", od roku 2015 platí zase původní jméno. Nález je uložen v Národním muzeu v Praze, jeho duplikát se nachází v Chocni v Orlickém muzeu, ve kterém je i sbírka kosterních pozůstatků mamuta, jeskynního medvěda či nosorožce srstnatého.

## Obyvatelstvo
| Rok            | 1869  | 1880  | 1890  | 1900  | 1910  | 1921  | 1930  | 1950  | 1961  | 1970  | 1980  | 1991  | 2001  | 2011  | 2021  |
| -------------- | ----- | ----- | ----- | ----- | ----- | ----- | ----- | ----- | ----- | ----- | ----- | ----- | ----- | ----- | ----- |
| Počet obyvatel | 3 381 | 3 712 | 3 869 | 4 333 | 5 029 | 5 122 | 6 415 | 7 041 | 8 038 | 8 198 | 9 229 | 8 818 | 8 580 | 8 580 | 7 928 |
| Počet domů     | 390   | 406   | 408   | 442   | 530   | 603   | 908   | 1 191 | 1 218 | 1 332 | 1 421 | 1 522 | 1 573 | 1 678 | 1 678 |

## Obecní správa a politika

### Části města
- Choceň (místní části Větrná, Třešňovka, U Orlice, Pod Homolí, Spořilov, Lhota, Slatina, Na Parapleti, Choceněk, V Lípách, Vysokomýtské Předměstí, Větrné Kolo, Pod Chlumem)
- Březenice
- Dvořisko
- Hemže
- Nová Ves
- Plchůvky
- Podrážek

Plchůvky a Nová Ves tvoří územní exklávu.
Od 1. ledna 1976 do 31. prosince 1993 k městu patřila i Běstovice a od 1. ledna 1989 do 31. prosince 1991 také Plchovice.

### Zastupitelstvo a starosta
Starostou města je od roku 2022 Jan Pažin (Živá Choceň). Rada města má sedm členů a zastupitelstvo 21 členů.

## Průmysl
V Chocni je tradiční potravinářský průmysl, mlékárenství (Choceňská mlékárna), pekárenství a znovuobnovené pivovarnictví (Pivovar Choceň Splávek). V okolí Chocně zemědělství, rostlinná produkce především obiloviny a olejniny i živočišná produkce především drůbež a také výroba krmných směsí pro zvířata (OSEVA UNI). Významné zastoupení má i strojírenství, elektrotechnický průmysl (ENERGO Choceň) a automobilový průmysl (Autoneum CZ). V minulosti byl v Chocni významný textilní průmysl a výroba letadel.

## Doprava

### Silniční doprava
Do Chocně nevede žádná silnice I. třídy, nejbližší je silnice I/35. I přesto je Choceň důležitým silničním uzlem kraje. Chocní procházejí krajské silnice II. třídy II/315, II/317 a zároveň zde začínají krajské silnice druhé třídy II/312 a II/357. V plánu je výstavba silničního přivaděče k připravované dálnici D35, která povede nedaleko Chocně a výstavba silničního obchvatu města.

### Železniční doprava

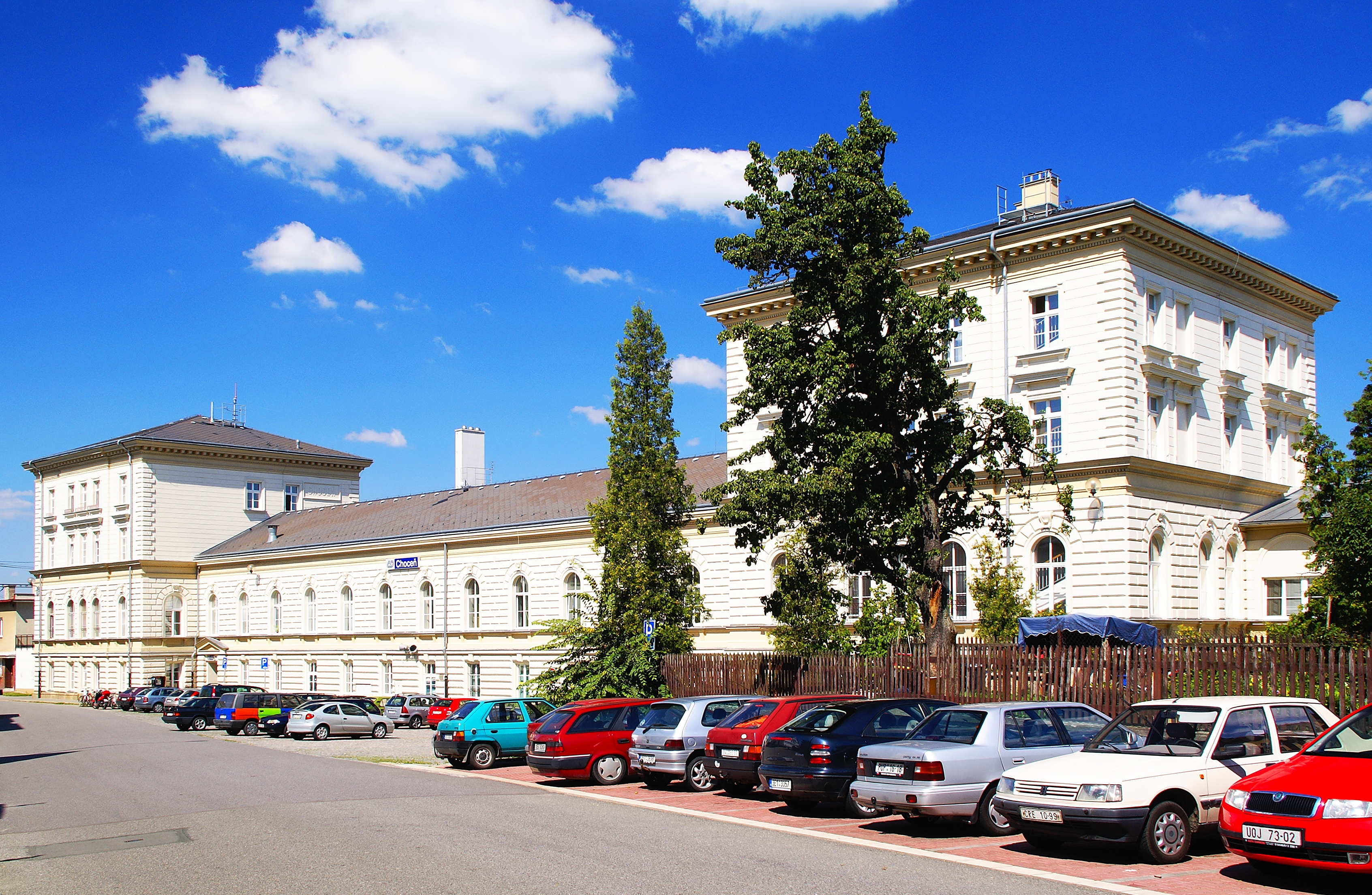
Nádraží Choceň před modernizací dopravního terminálu

Choceň je důležitým železničním uzlem. Ve městě Choceň se nachází jedna železniční stanice a dvě železniční zastávky: Dvořisko a Plchůvky.
Od roku 1845 vede městem celostátní dráha Praha – Česká Třebová, jenž je zároveň trasou prvního a třetího českého tranzitní železniční koridoru a která je i mezinárodně významnou tratí zařazenou do transevropské dopravní sítě TEN-T. Správa železnic plánuje vybudovat přeložku železniční tratě v úseku Choceň – Ústí nad Orlicí s cílem zvýšit maximální traťovou rychlost na 160 km/h.
Do Chocně vede i celostátní dráha Velký Osek – Choceň, která byla zprovozněna roku 1875. Na ni navazuje železniční trať Týniště nad Orlicí – Meziměstí. Ve stanici Choceň začíná regionální dráha Choceň–Litomyšl zprovozněná v roce 1882. Provozovatelem těchto drah je státní organizace Správa železnic.
Ve stanici Choceň zastavují vlaky Českých drah kategorie osobní vlaky (Os), spěšné vlaky (Sp), rychlíky (R) linky R18 „Slovácký Expres“ a R19 „Svitava“, vlaky EuroCity (EC) a InterCity (IC) linky Ex1 a Ex2. Dále zde zastavují vlaky soukromého železničního dopravce Leo Express kategorie LET „Orlice“ a spojují Orlickoústecko s Prahou (o víkendu a svátcích spojují Wrocław s Prahou).

### Autobusová doprava
Ve městě se nachází autobusové nádraží umístěné v centru města, většina autobusových spojů má počáteční stanici na autobusové zastávce u železniční stanice. Ve spojích veřejné autobusové dopravy i železniční dopravy platí přepravní a tarifní podmínky krajského integrovaného dopravního systému IREDO. Dopravní obslužnost tu zajišťují především autobusoví dopravci ČSAD Ústí nad Orlicí (ICOM Transport), Arriva či AUDIS BUS.
Pravidelné autobusové linky veřejné dopravy směřují do Horního Jelení, Kosteleckých Horek, Litomyšle, Sloupnice, Ústí nad Orlicí, Kostelce nad Orlicí, Borohrádku dalších míst.

### Letiště
V blízkosti místní části Dvořisko se nachází malé letiště Choceň s travnatým povrchem – plocha pro sportovní létající zařízení (LKCHOC).

## Společnost

### Školství

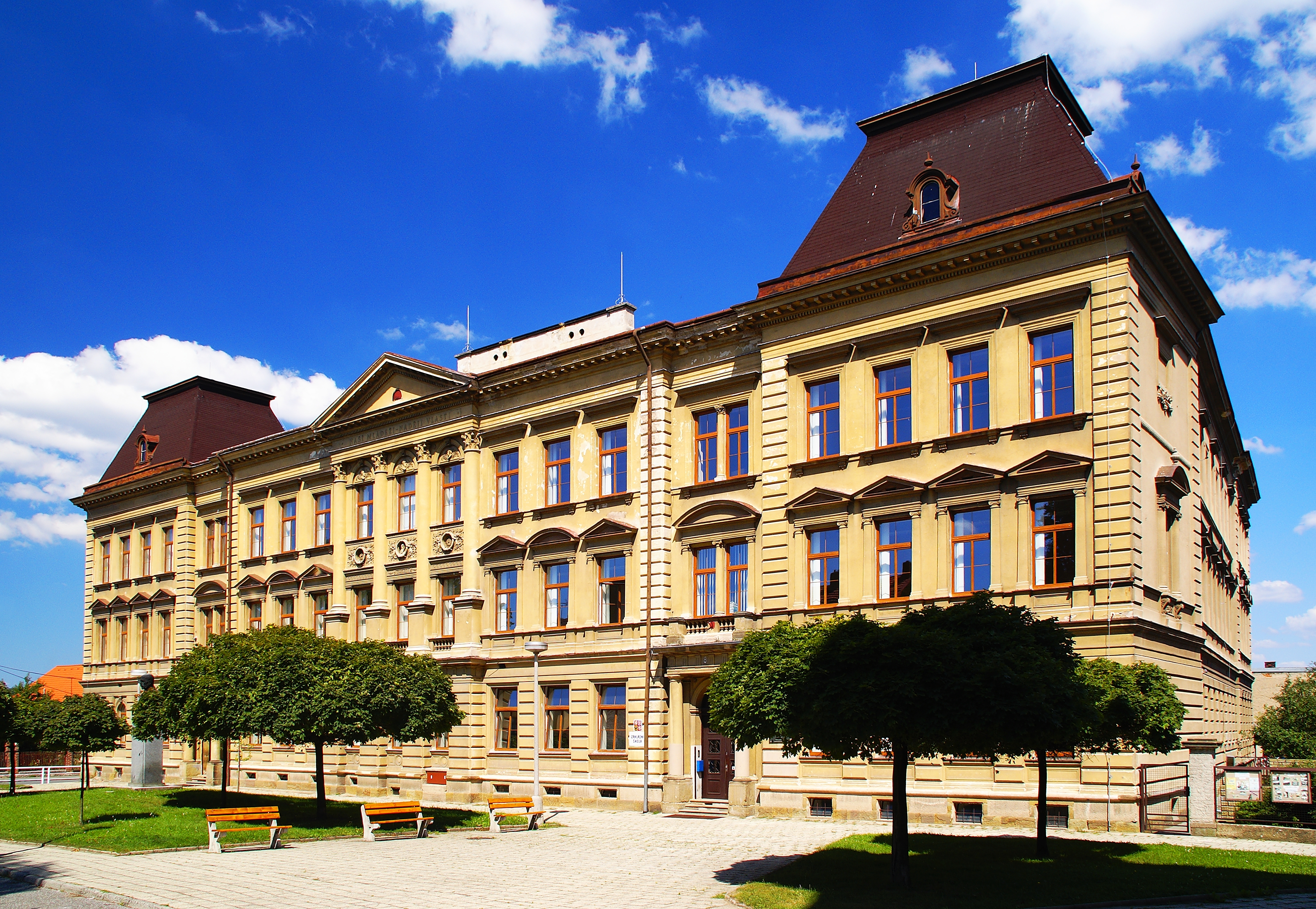
Základní škola Mistra Choceňského

- Mateřská škola Kaštánek, Kaštanová 1339
- Mateřská škola Stromovka, Stromovka 1339
- Mateřská škola Vostelčice, Smetanova 1682
- Mateřská škola Záměstí, Záměstí 154
- Základní škola Mistra Choceňského, Mistra Choceňského 211
- Základní škola Svatopluka Čecha, Svatopluka Čecha 1686
- Obchodní akademie a Střední odborná škola cestovního ruchu Choceň, T. G. Masaryka 1000
- Základní umělecká škola Choceň, Pernerova 1
- Dům dětí a mládeže Choceň, Paraple 1624

### Kultura

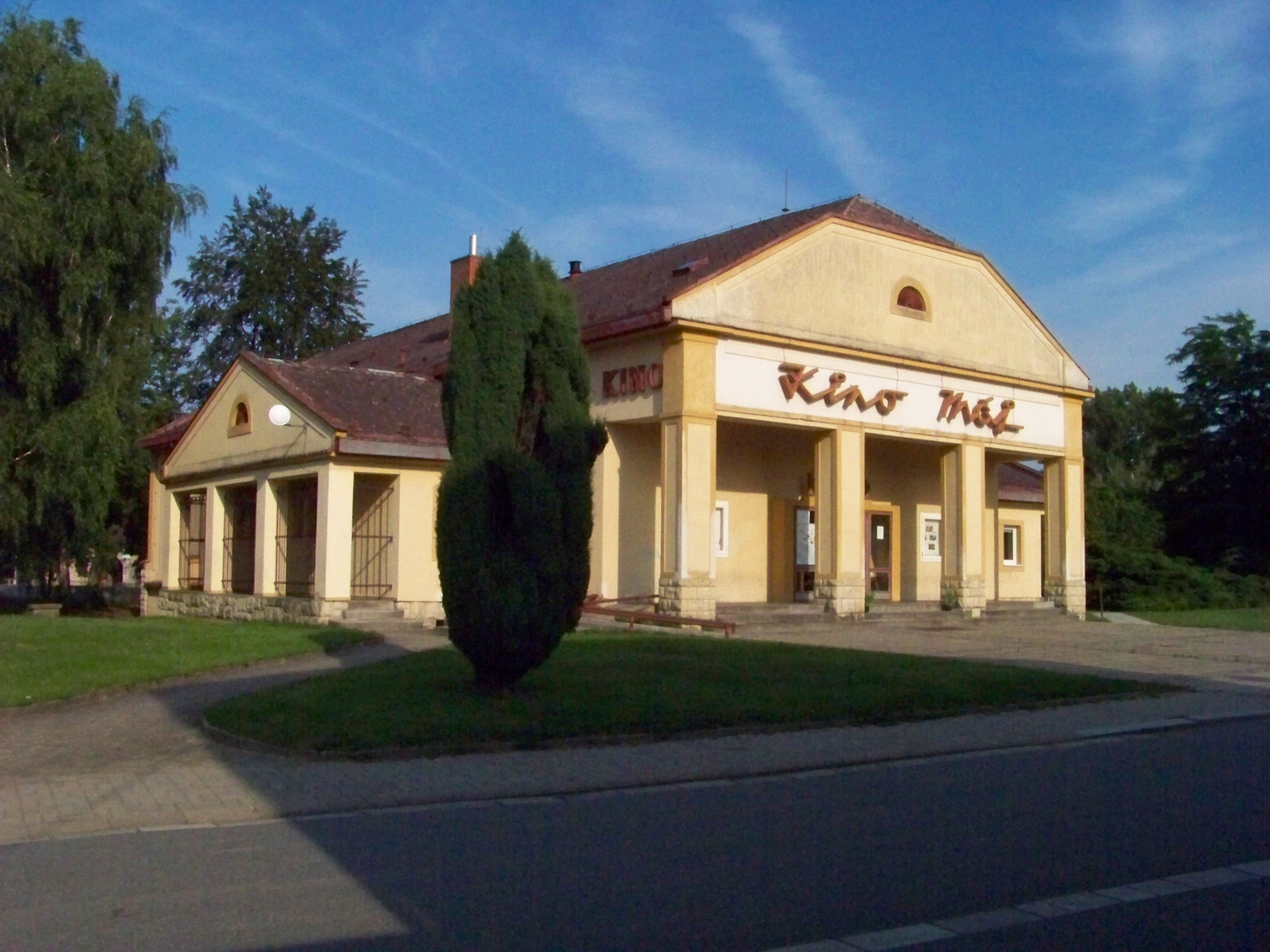
Kino Máj

O kulturu ve městě se stará organizace spravovaná městem Kulturní zařízení města Choceň. Ve městě se také nachází Orlické muzeum v budově zámku. Město má informační centrum, městskou knihovnu, kino Máj nebo společenský Panský dům. Město vydává každý měsíc Choceňský zpravodaj.
Ve městě se každoročně koná Choceňský food festival či Sokolský běh republiky. Pravidelně se pořádají vzdělávací akce Choceňské univerzity volného času.

## Sport
Ve městě je obrovské množství sportovního vyžití. Městem i okolím vede velké množství cyklostezek. Cyklotrasy Choceň – Brandýs nad Orlicí – Ústí nad Orlicí, Choceň – Vysoké Mýto a jiné. V centru města je velké množství stojanů pro kola, včetně úložných boxů pro kola u železniční stanice. Mimo to v Chocni naleznete zimní stadion, koupaliště, fotbalový stadión, baseballové hřiště, tenisové kurty. Ve městě působí hokejový klub HC Spartak Choceň.

## Pamětihodnosti
- Zámek Choceň – zámek z roku 1562

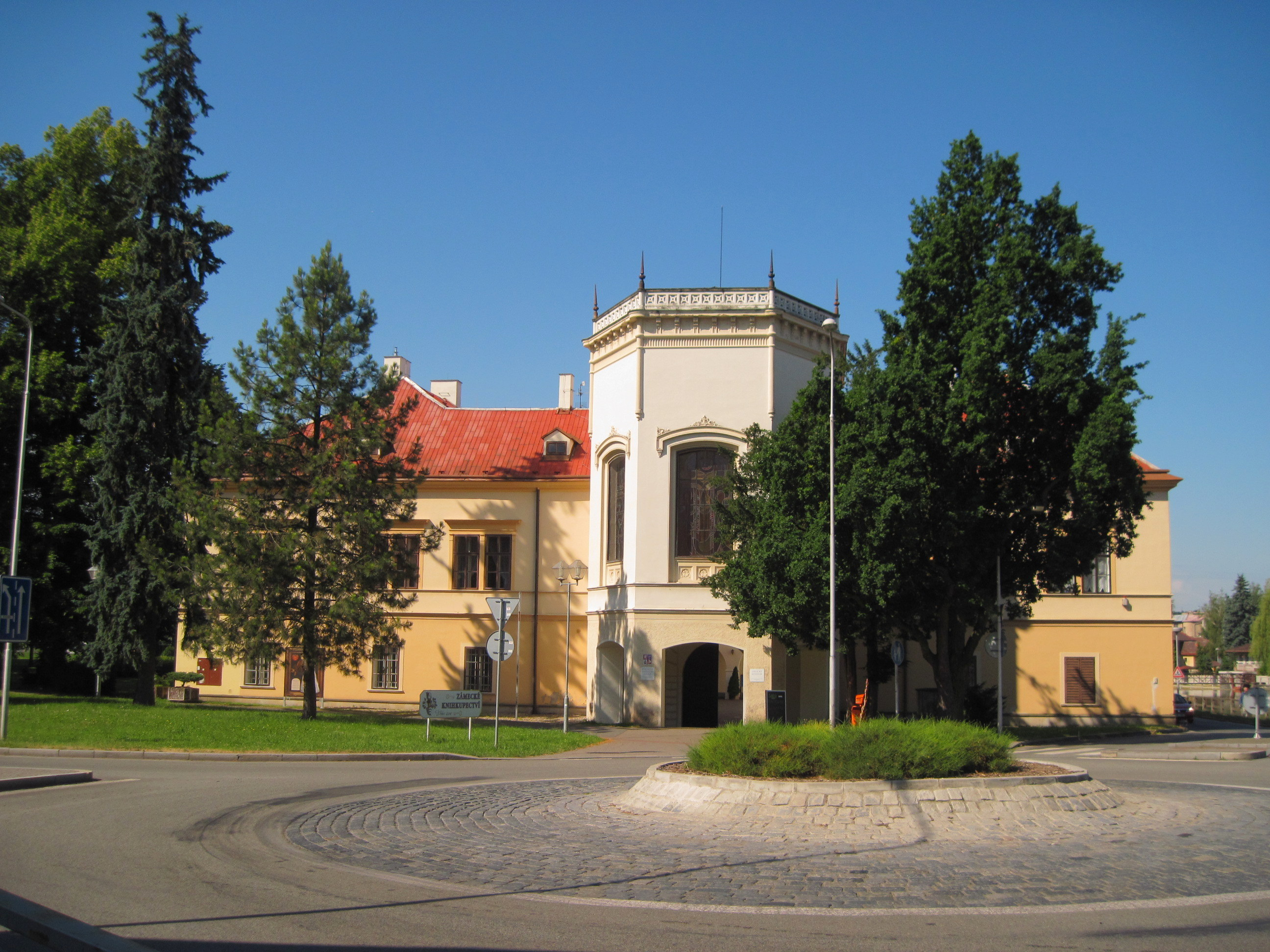
Zámek

- Kostel svatého Františka Serafinského
- Mariánský sloup na Tyršově náměstí
- Historický špitál, Záměstí 217
- Městský dům, Jungmanova 306
- Socha svatého Jana Nepomuckého
- Evangelický sbor v Chocni
- Hradiště Zítkov
- Hradiště Hlavačov
- Kruhová výtopna železničního depa Choceň
- Cretornis hlavaci – jediný dosud objevený ptakoještěr v Česku (mezí Chocní a Zářeckou Lhotou)[20]

## Osobnosti
- Jan Berka Choceňský (okolo 1494–1545), lékař a vydavatel lékařských spisů, mistr pražské univerzity a děkan artistické fakulty
- Tomáš Norbert Koutník (1698–1775), učitel, varhaník a hudební skladatel
- Václav Tomáš Matějka (1773–1830), skladatel a kytarista
- Ervín Špindler (1843–1918), politik, novinář a překladatel
- Marie Bečvářová (1878–1936), herečka
- Josef Augustin Paukert (1879–1960), sochař a medailér
- Jindřich Veselý (1885–1939), učitel, historik a teoretik loutkového divadla
- Karel Driml (1891–1929), lékař, popularizátor vědy, autor loutkových her
- Adolf Schneeberger (1897–1977), fotograf
- Ladislav Brom (1908–1969), herec, filmový režisér a producent
- Oldřich Pelc (1908–1994), československý voják a příslušník výsadku Potash
- Čeněk Mužík (1906–1988), architekt
- Vilém Nezbeda (1912–2004), básník a překladatel, ligový rozhodčí a vrcholný fotbalový funkcionář
- Milena Lukešová (1922–2008), česká spisovatelka
- Vladimír Mikeš (1927), básník a překladatel
- Ivana Andrlová (1960), herečka
- Martin Stráník (1990), horolezec

## Galerie

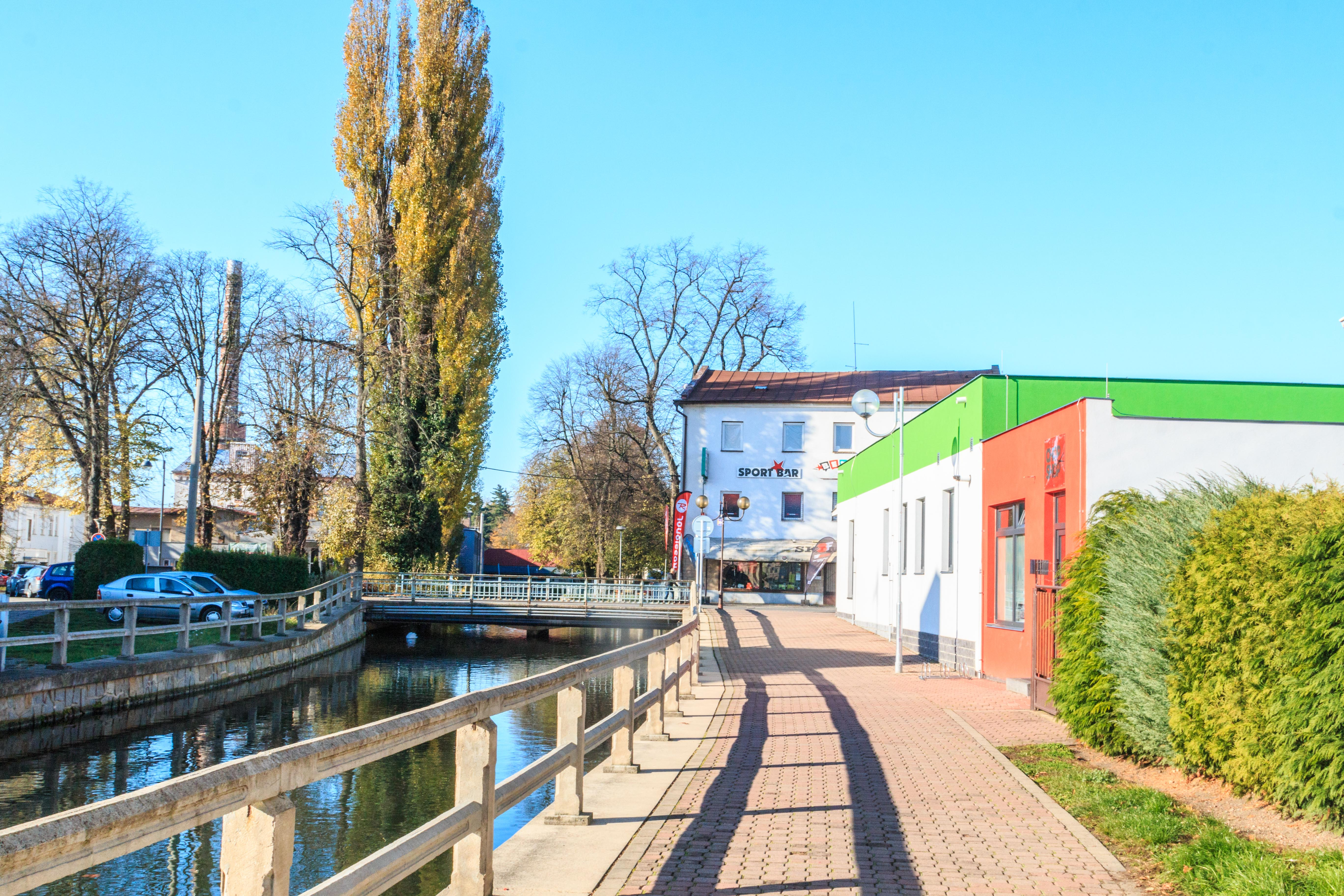
Nábřeží
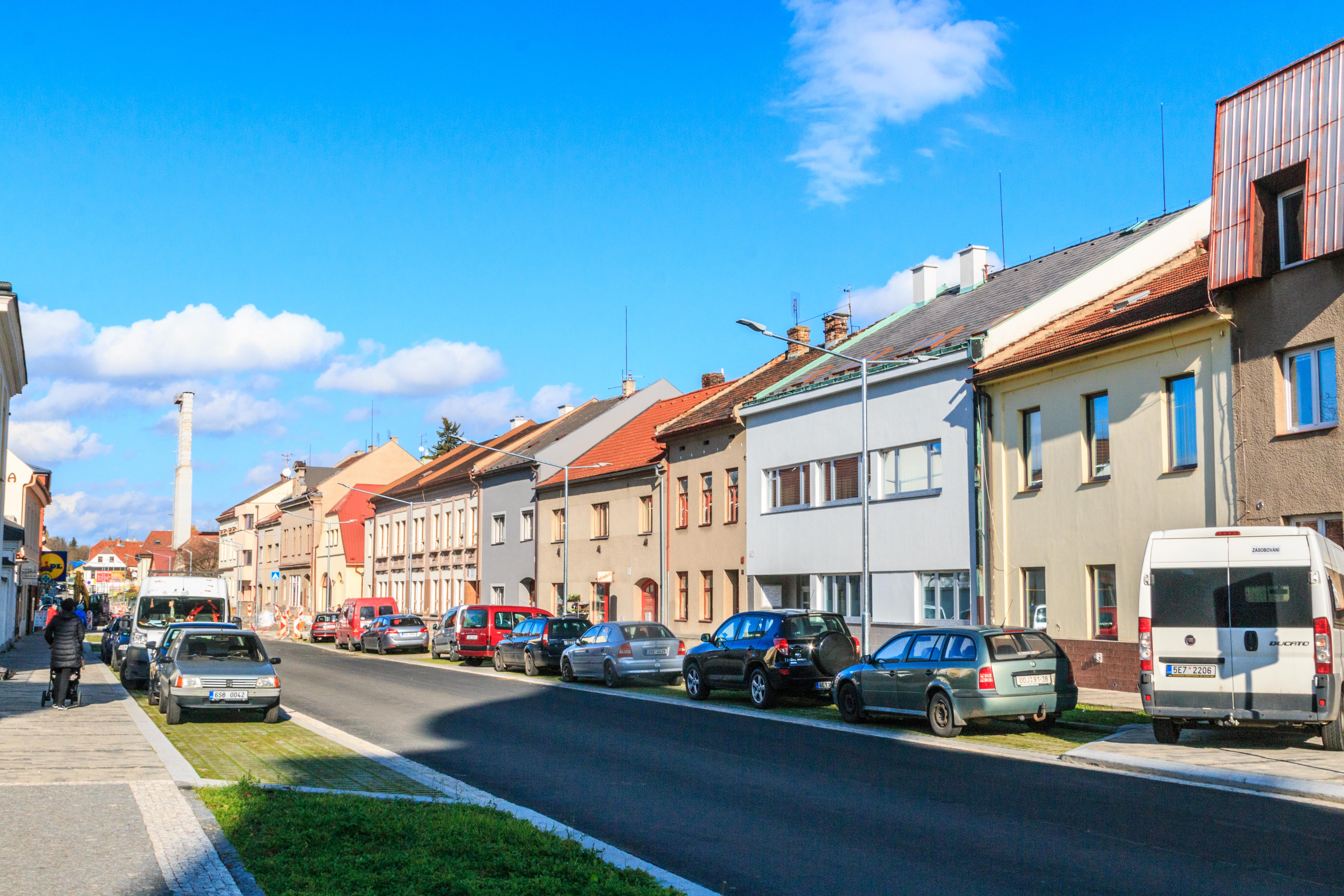
Ulice Záměstí
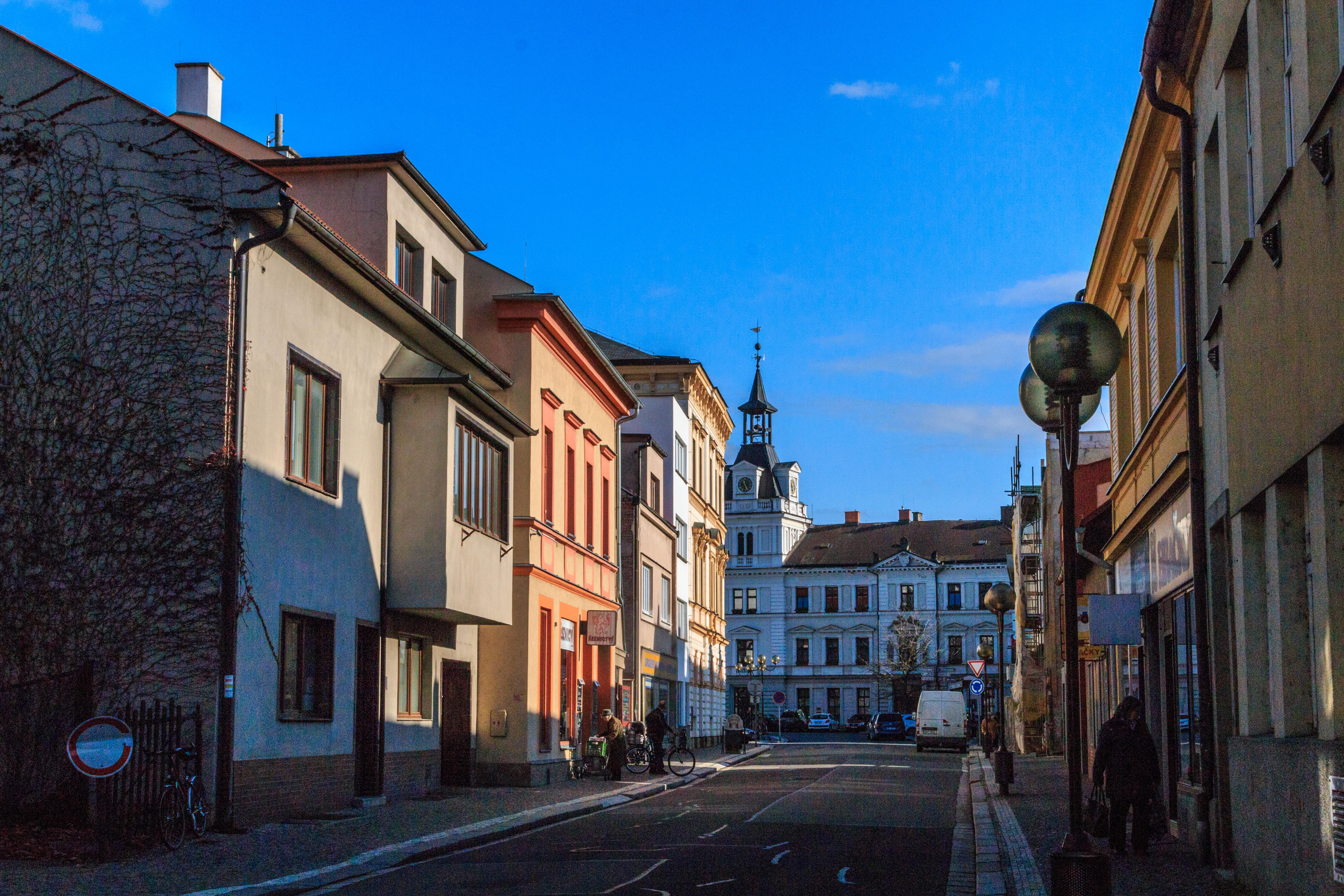
Ulice Dolní
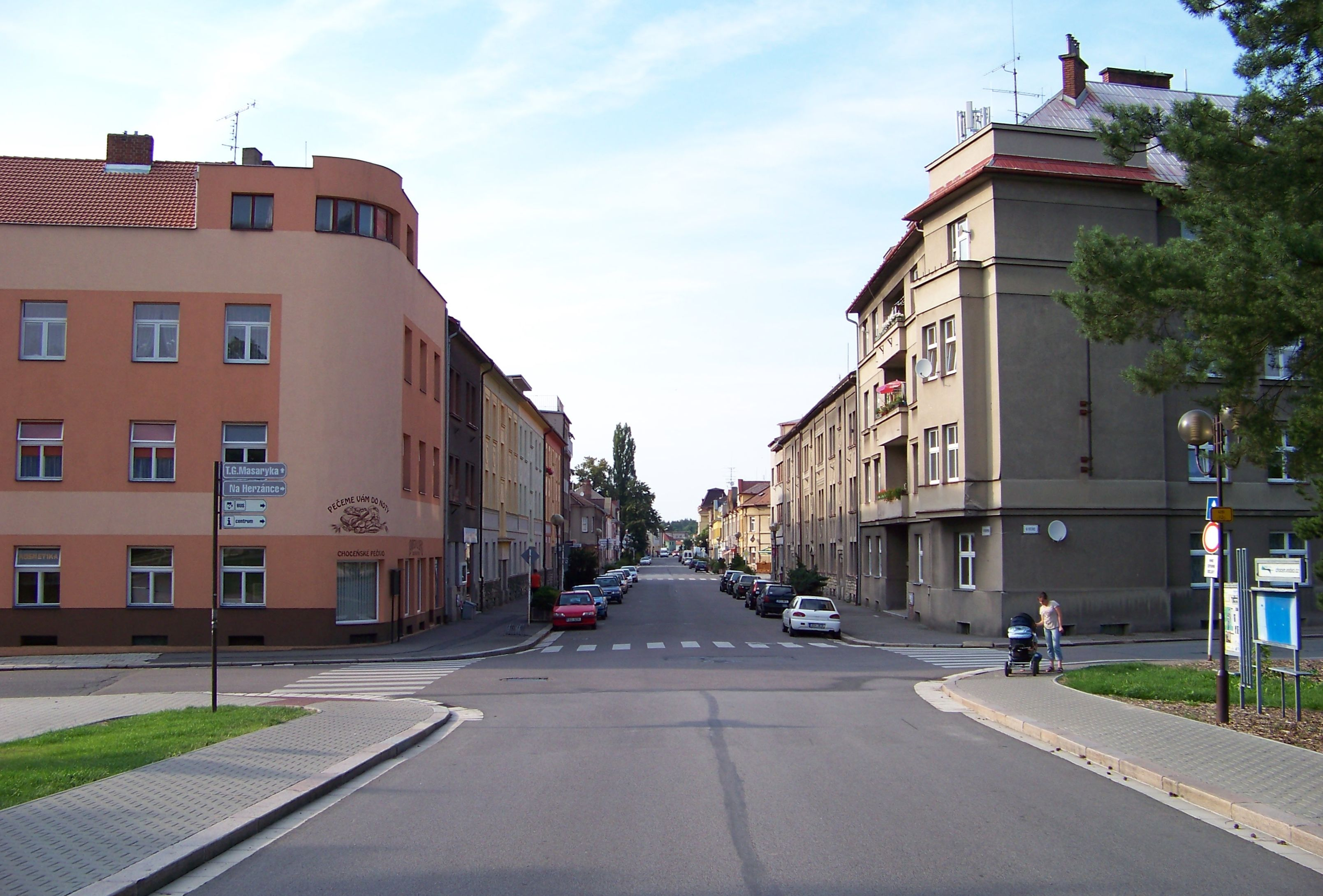
Ulice T. G. Masaryka